# Bürüs
Bürüs is een plaats (község) en gemeente in het Hongaarse comitaat Baranya. Bürüs telt 103 inwoners (2001).